# Софія Вільгельміна Бранденбург-Байройтська
Софія Вільгельміна Бранденбург-Байройтська (нім. Sophie Wilhelmine von Brandenburg-Bayreuth, 8 червня 1714 — 17 вересня 1749) — представниця династії Гогенцоллернів XVIII сторіччя, донька маркграфа Бранденбург-Байройту Георга Фрідріха та принцеси Шлезвіг-Гольштейн-Зондербург-Бекської Доротеї, дружина останнього князя Східної Фризії Карла Едцарда.

## Біографія
Народилась 8 червня 1714 року у Веферлінгені. Була п'ятою дитиною та третьою донькою в сім'ї принца Бранденбург-Байройтського Георга Фрідріха та його дружини Доротеї Шлезвіг-Гольштейн-Зондербург-Бекської. Мала старших сестер Софію Крістіану та Софію Шарлотту і братів Фрідріха й Вільгельма Ернста. Мешкала родина у Веферлінгенському палаці під Магдебургом.
У грудні 1716 року шлюб батьків було розірвано із зазначенням причини «подружня невірність дружини». Наступні вісімнадцять років матір Софії Вільгельміни провела в ув'язненні у різних фортецях, доки у 1734 році не була вивезена до Швеції. Діти виховувалися бабусею та, ймовірно, більше ніколи не бачилися із матір'ю.

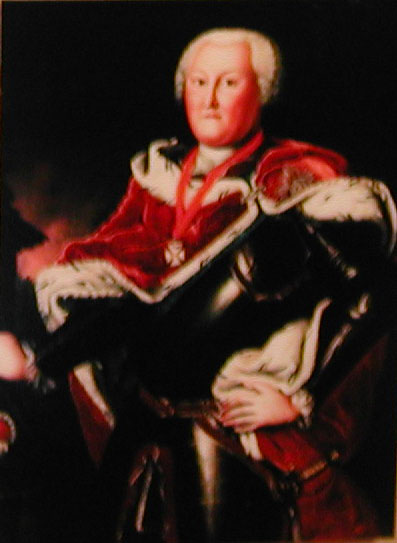
Портрет Карла Едцарда пензля невідомого майстра

Георг Фрідріх, розлучившись, переїхав до Ротенбурга-на-Таубері. У грудні 1726 року він успадкував від родича маркграфство Бранденбург-Байройт.
Втім, Софія Вільгельміна ще раніше від'їхала з Ротенбургу до двору тітки Софії Кароліни в Ауриху, яка була княгинею-консортом Східної Фризії.
У 1734 році 19-річна принцеса стала дружиною 17-річного Карла Едцарда Східно-Фрісландського, пасинка Софії Кароліни. Весілля відбулося 25 травня у Берумському замку. Святкування були організовані поспіхом, аби важкохворий батько нареченого, князь Георг Альбрехт, встиг бути присутнім. За три тижні після вінчання він помер, і Карл Едцард став правителем Східної Фризії.
Сучасні дслідники пишуть, що «гармонії у шлюбі не було; відчувалося більше огиди, ніж уподобання, особливо з боку княгині». Втім, Карл Ецдард подарував дружині рощу Вільгельміненхольц неподалік Ауриха, де у 1734 році звів мисливський будинок, назвавши його на честь дружини маєток Вільгельміненхольц. Софія Вільгельміна переробила рощу на парк у бароковому стилі.

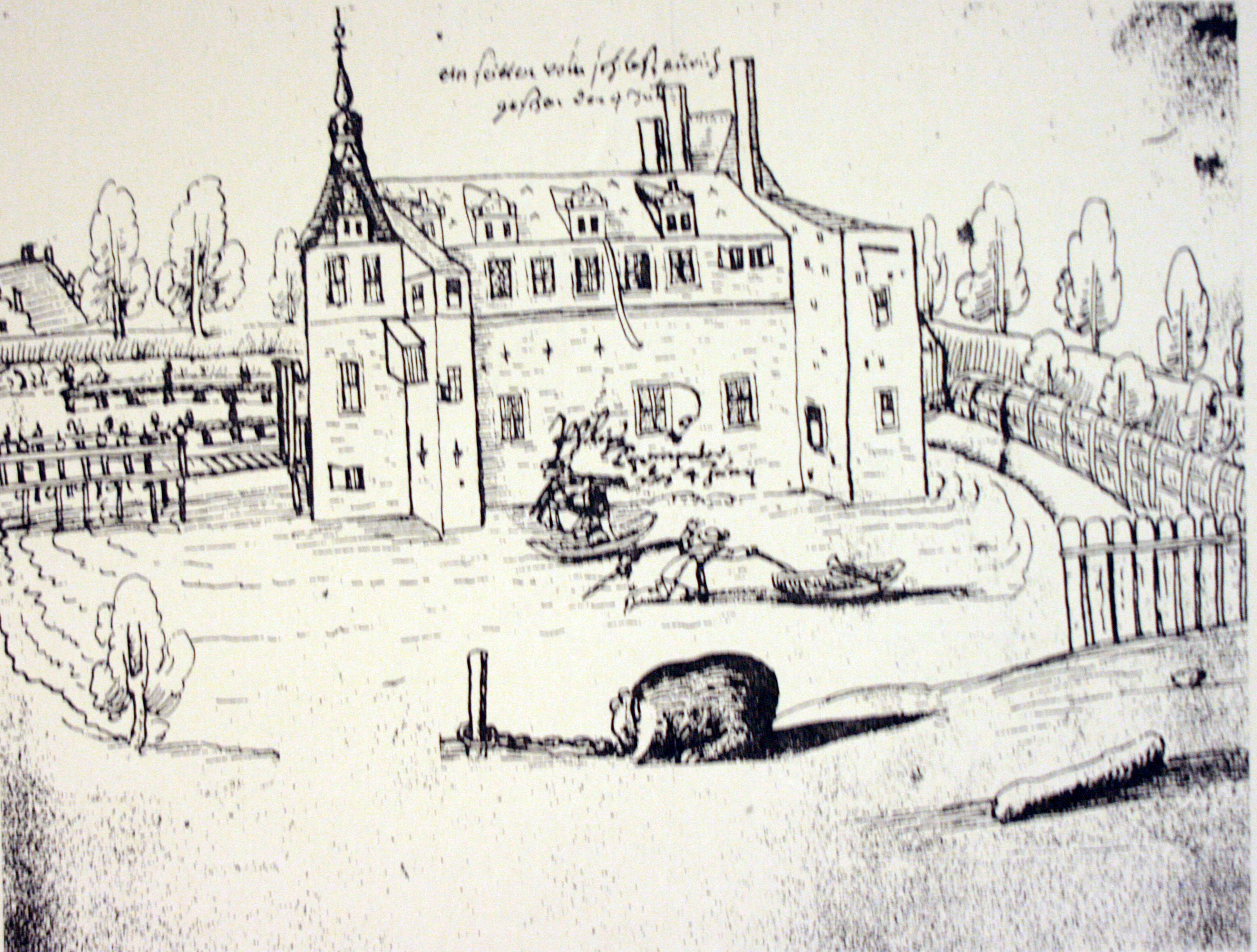
Аурихський замок

У подружжя народилася єдина донька - Єлизавета (1740—1742) — прожила півтора роки.
Друга вагітність княгині закінчилася викиднем. За кілька днів після цього Карл Ецдард раптово помер. Згідно Емденської конвенції, Східна Фризія відійшла королівству Пруссія. Маєток Вільгельміненхольц залишився у власності Софії Вільгельміни.
7 червня 1744 року Аурих без опору був зайнятий 500 прусськими солдатами та чиновниками. Фрідріх Великий запросив колишню княгиню переїхати до Берліну, однак погане здоров'я не дозволило їй змінити місце проживання. Від 1745 року Софія Вільгельміна була майже паралізована, сліпа та страждала від водянки.
Померла 7 вересня 1749 року в Аурихському замку. Була похована у князівській крипті міської церкви. У 1880 році її рештки перепоховали у мавзолеї родини Кірксена в Ауриху.